# Can Mai
Can Mai és una obra de Fornells de la Selva (Gironès) inclosa a l'Inventari del Patrimoni Arquitectònic de Catalunya.

## Descripció
És un edifici civil de petites dimensions cobert amb teulada a dues vessants i desaigua a la façana lateral. No hi ha elements destacables si bé caldria considerar-se una restauració posterior de les seves façanes actualment pintades de blanc. Les cantonades són de pedra treballada i en la façana principal s'ho troba un rellotge de sol. A la part lateral hi ha adossada una cabana.